# Charles Stanhope, 3. Earl Stanhope
Charles Stanhope, 3. Earl Stanhope (* 3. August 1753; † 15. Dezember 1816 in Chevening) war ein britischer Politiker und Wissenschaftler. 

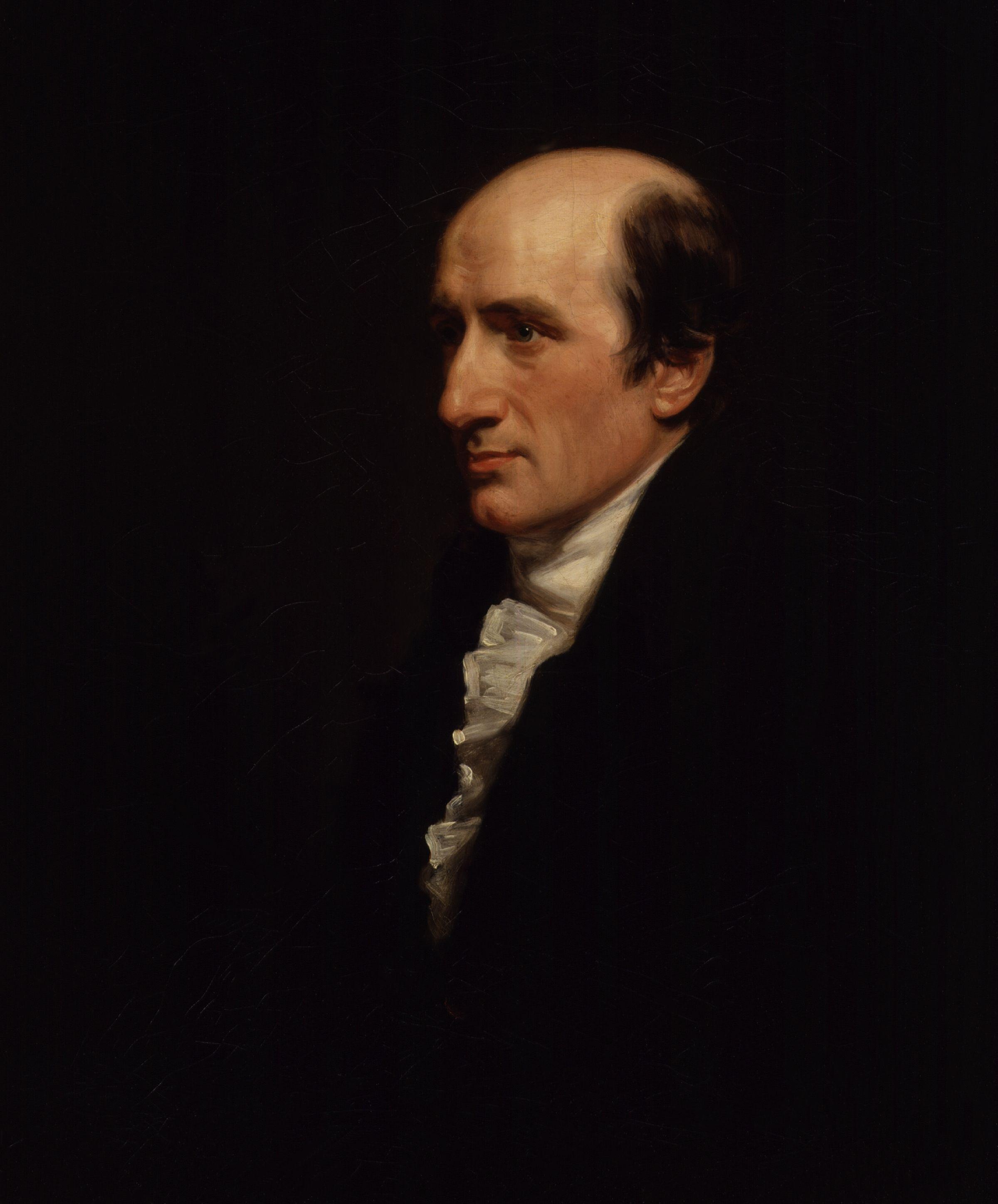
Charles Stanhope, 3. Earl Stanhope

## Leben
Stanhope besuchte das Eton College und studierte an der Universität Genf. Dort widmete er sich in besonderem Maße der Mathematik; er studierte unter anderem bei Georges-Louis Le Sage.
Politisch war er – beeinflusst durch seinen Aufenthalt in Genf – demokratisch ausgerichtet. Von 1780 bis zu seinem Übertritt ins House of Lords 1786 war er Mitglied des britischen Unterhauses. Dort unterstützte er zunächst seinen Schwager William Pitt, wandte sich dann aber von diesem ab, als Pitt seine liberalen Prinzipien aufgab.
Stanhope begrüßte die Ideen der Französischen Revolution. 1795 brachte er ein Gesetz ins Parlament ein, das alle Einmischungen in die inneren Angelegenheiten Frankreichs untersagen sollte. Dieses wurde schon im House of Lords nur von einer „Minderheit von einer Stimme“ unterstützt. Danach zog sich Stanhope aus dem politischen Leben zurück.

## Heirat und Familie

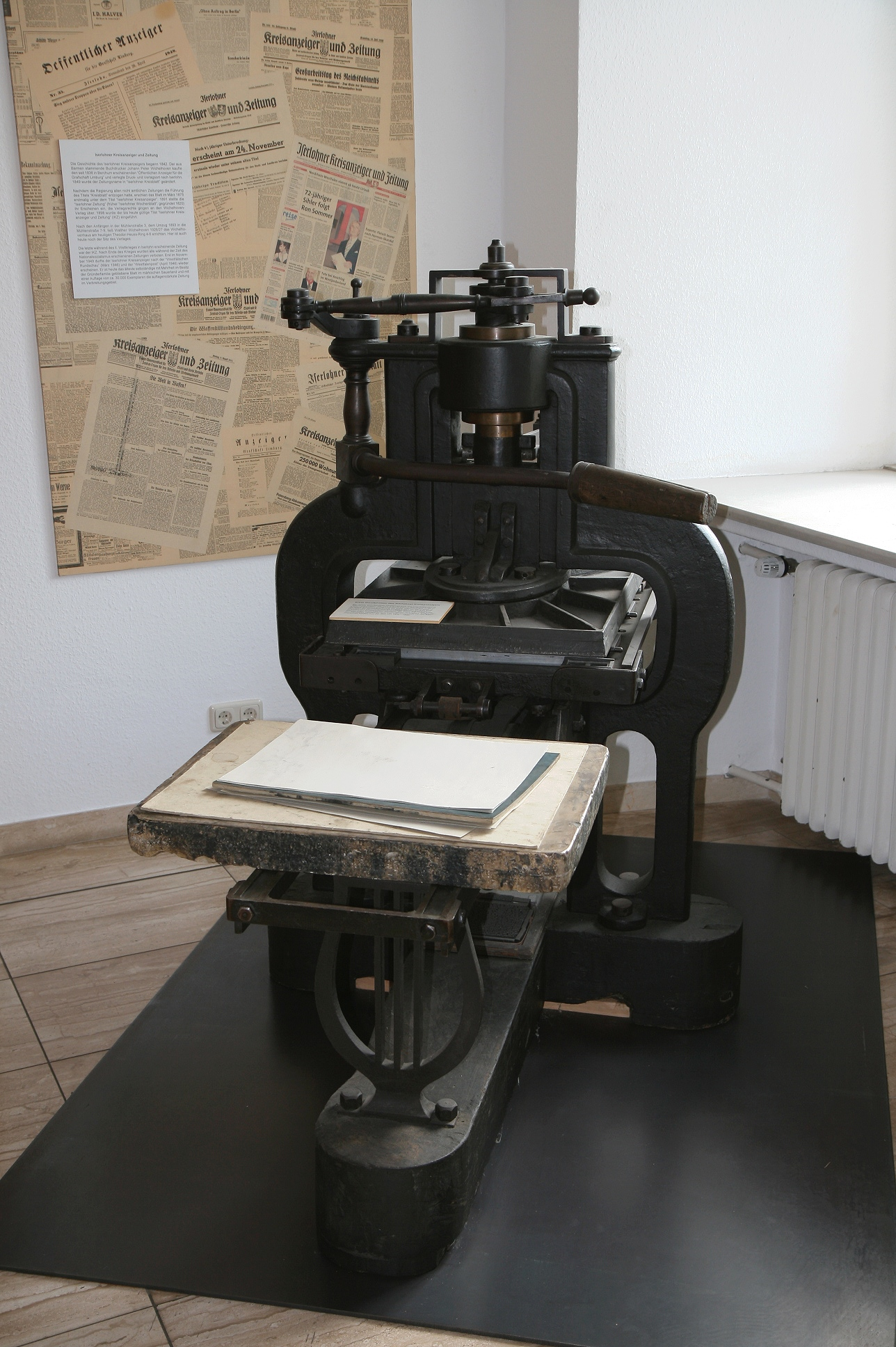
Stanhope-Presse

1774 heiratete Stanhope die Schwester von William Pitt, Lady Hester Pitt. Mit dieser hatte er drei Töchter, deren älteste Lady Hester Stanhope, eine bekannte Abenteurerin, war. 
Nach dem Tode seiner Frau im Jahre 1780 heiratete er im folgenden Jahr Louisa Grenville, die einzige Tochter und Erbin des Diplomaten und Gouverneurs Henry Grenville. Aus der zweiten Ehe entstammten drei Söhne, unter ihnen Philip Henry Stanhope, 4. Earl Stanhope – Politiker, Diplomat und Autor. Seine zweite Frau überlebte Stanhope und starb 1829.
Stanhope verstarb 1816 auf seinem Landsitz Chevening.

## Wissenschaft
Bereits 1772 wurde Stanhope in die Royal Society aufgenommen. Er erfand die Stanhope-Presse. Diese um 1800 konstruierte Druckerpresse war ganz aus Eisen.
1804 erfand Stanhope die Gips-Stereotypie. Außerdem trug er zur Verbesserung der Einteilung des Setzkastens bei.
Er entwickelte drei Rechenmaschinen sowie Logik-Maschinen (Demonstrator genannt) und machte Vorschläge zur Verbesserung von Kanalschleusen. Die Rechenmaschinen wurden 1775, 1777 und 1780 vom Mechaniker James Bullock gebaut. Die letzte Addiermaschine von 1780 hatte zwölf Zeiger für Ziffern, jeweils acht für Dezimalstellen (bis hundert Millionen), vier für die damaligen Geldeinheiten (Pound, Shilling, Penny, Farthing). Die ersten beiden Rechenmaschinen waren komplizierter und waren für alle vier Grundrechenarten. Sie verwendeten Staffelwalzen wie die Maschine von Gottfried Wilhelm Leibniz. Nachbauten seiner Maschinen sind im Arithmeum.